# Andrés Scagliola
Andrés Scagliola (Montevideo, 17 de enero de 1975) es un político y politólogo uruguayo con estudios de postgrado en Montevideo y Barcelona. Es integrante de la coalición de izquierda Frente Amplio y del movimiento de Derechos Humanos. Fue el primer político uruguayo en declararse públicamente gay en noviembre de 2011, mientras era Director Nacional de Política Social del Ministerio de Desarrollo Social de Uruguay. Su hermano Ricardo Scagliola es periodista de La Diaria, Brecha y actualmente TV Ciudad.

## Educación y participación política
Militante del Frente Amplio desde su adolescencia, es miembro del sector Asamblea Uruguay desde su fundación en 1994. Fue integrante de su Consejo Político Nacional durante varios períodos consecutivos, primero como representante de la juventud sectorial y luego electo en elecciones internas generales.
Cursó la Licenciatura en Ciencia Política y el Diploma de Postgrado en Gobierno y Política Públicas en la Universidad de la República de Uruguay. En 2002 continuó sus estudios en la Universidad Autónoma de Barcelona donde cursó el Diploma de Estudios Avanzados en Ciencia Política y de la Administración y el Doctorado en Ciencia Política y de la Administración.
En 2008 retornó a Uruguay para colaborar en la campaña de Danilo Astori, líder de Asamblea Uruguay, en las internas del Frente Amplio para las elecciones nacionales de 2009. En el mismo año es contratado para coordinar el Área Internacional de la Dirección Nacional de Derechos Humanos del Ministerio de Educación y Cultura de Uruguay, siendo responsable de los Informes Nacionales sobre Derechos Humanos y Discriminación ante las Naciones Unidas.
En 2010, el presidente José Mujica lo designa como Director Nacional de Política Social del Ministerio de Desarrollo Social, desde donde impulsa la instrumentación de propuestas de política hacia colectivos en especial situación de vulneración de derechos: afrodescendientes, personas LGBT, migrantes y retornados, personas con HIV, personas con discapacidad, personas adultas mayores y primera infancia.
Entre otros, desde la Dirección Nacional de Política Social (transformada en 2013 en Asesoría Macro en Políticas Sociales) son impulsados durante su gestión: el Plan Nacional contra el Racismo y la Discriminación, la aprobación de acciones afirmativas para las personas afrodescendientes y las personas trans, la adopción del enfoque de Derechos Humanos en las políticas públicas y, fundamentalmente, la construcción de un Sistema de Cuidados.
En 2010 también es designado como coordinador del Consejo Nacional de Política Social, ámbito de coordinación interinstitucional de las políticas públicas nacionales sobre desarrollo social y combate a la pobreza y la exclusión, llevando adelante tanto la elaboración de la Nueva Matriz de Protección Social como el proceso de Reforma Social.
A nivel internacional, es designado Representante de Uruguay en el Consejo del Instituto Social del Mercosur y para colaborar con el Grupo de Trabajo de OEA para el análisis de los informes de los países al Protocolo de San Salvador.
El 11 de noviembre de 2011, en una entrevista en el Semanario Brecha, habla públicamente de su orientación homosexual, convirtiéndose en el primer jerarca de gobierno en hacerlo en Uruguay.
En la asunción de Tabaré Vázquez como presidente en marzo de 2015, Scagliola fue relevado del cargo en el Ministerio de Desarrollo Social. En abril de 2015 se incorporó al sector frenteamplista Casa Grande, liderado por Constanza Moreira.